# Franz Josef Gottlieb
Franz Josef Gottlieb (Semmering, 1 de noviembre de 1930-Verden, 23 de julio de 2006) fue un guionista y director de cine austríaco que dirigió entre 1959 y 2005 una ochentena de títulos, entre películas y series de televisión.

## Filmografía parcial
- Mikosch of the Secret Service (1959)
- My Niece Doesn't Do That (1960)
- Season in Salzburg (1961)
- The Forester's Daughter (1962)
- The Curse of the Yellow Snake (1963)
- The Black Abbot (1963)
- The Secret of the Black Widow (1963)
- The Seventh Victim (1964)
- The Curse of the Hidden Vault (1964)
- The Phantom of Soho (1964)
- Durchs wilde Kurdistan (1965)
- Im Reiche des silbernen Löwen (1965)
- A Holiday with Piroschka (1965)
- Spy Today, Die Tomorrow (1967)
- When You're With Me (1970)
- When the Mad Aunts Arrive (1970)
- Aunt Trude from Buxtehud (1971)
- The Mad Aunts Strike Out (1971)
- Rudi, Behave! (1971)
- Trouble with Trixie (1972)
- Crazy - Completely Mad (1973)
- No Sin on the Alpine Pastures (1974)
- The Secret Carrier (1975)
- Lady Dracula (1977)
- Popcorn and Ice Cream (1978)
- She's 19 and Ready (1979)
- Death Stone (1987)
- Zärtliche Chaoten (1987)